# Atsushi Yanagisawa
Atsushi Yanagisawa (柳沢 敦 Yanagisawa Atsushi?,  Imizu, Toyama, 27 de mayo de 1977) es un exfutbolista japonés. Jugaba de delantero y su último club fue el Vegalta Sendai de Japón. Actualmente se desempeña como asistente técnico de Gō Ōiwa, entrenador de Kashima Antlers de Japón.

## Selección nacional
Ha sido internacional con la Selección de fútbol de Japón, ha jugado 56 partidos internacionales y ha anotado 17 goles.

### Participaciones en Copas del Mundo
| Mundial                                | Sede                | Resultado    |
| -------------------------------------- | ------------------- | ------------ |
| Copa Mundial de Fútbol Juvenil de 1997 | Malasia             | 4° de final  |
| Copa Mundial de Fútbol de 2002         | Corea del Sur Japón | 8° de final  |
| Copa Mundial de Fútbol de 2006         | Alemania            | Primera fase |

### Participaciones Internacionales
| Torneo                          | Sede      | Resultado    |
| ------------------------------- | --------- | ------------ |
| Juegos Olímpicos de Sídney 2000 | Australia | 4° de final  |
| Copa Asiática 2000              | Líbano    | Campeón      |
| Copa Confederaciones 2005       | Alemania  | Primera fase |

## Trayectoria

### Clubes
| Club                 | País   | Año         |
| -------------------- | ------ | ----------- |
| Kashima Antlers      | Japón  | 1996 - 2005 |
| Sampdoria (préstamo) | Italia | 2003 - 2004 |
| Messina (préstamo)   | Italia | 2004 - 2005 |
| Messina              | Italia | 2005 - 2006 |
| Kashima Antlers      | Japón  | 2006 - 2007 |
| Kyoto Sanga          | Japón  | 2008 - 2010 |
| Vegalta Sendai       | Japón  | 2011 - 2014 |

### Selección nacional
| Selección | País  | Año         |
| --------- | ----- | ----------- |
| Absoluta  | Japón | 1998 - 2006 |

## Palmarés

### Títulos nacionales
| Título             | Club            | País  | Año  |
| ------------------ | --------------- | ----- | ---- |
| J1 League          | Kashima Antlers | Japón | 1996 |
| Supercopa de Japón | Kashima Antlers | Japón | 1997 |
| Copa J. League     | Kashima Antlers | Japón | 1997 |
| Copa del Emperador | Kashima Antlers | Japón | 1997 |
| Supercopa de Japón | Kashima Antlers | Japón | 1998 |
| J1 League          | Kashima Antlers | Japón | 1998 |
| Supercopa de Japón | Kashima Antlers | Japón | 1999 |
| Copa J. League     | Kashima Antlers | Japón | 2000 |
| J1 League          | Kashima Antlers | Japón | 2000 |
| Copa del Emperador | Kashima Antlers | Japón | 2000 |
| J1 League          | Kashima Antlers | Japón | 2001 |
| Copa J. League     | Kashima Antlers | Japón | 2002 |
| J1 League          | Kashima Antlers | Japón | 2007 |
| Copa del Emperador | Kashima Antlers | Japón | 2007 |

### Títulos internacionales
| Título               | Club (*)           | País   | Año  |
| -------------------- | ------------------ | ------ | ---- |
| Copa Asiática        | Selección de Japón | Beirut | 2000 |
| Copa de Campeones A3 | Kashima Antlers    | Tokio  | 2003 |

(*) Incluyendo la selección